# Anisocytose
Anisocytose is een medische term die aangeeft dat de rode bloedcellen (ook wel erytrocyten genaamd) van een patiënt van ongelijke grootte zijn. Deze bevinding is niet specifiek en komt voor bij verschillende vormen van bloedarmoede (=anemie) en andere hematologische aandoeningen.
Een waarde die de mate van anisocytose weerspiegelt is de red cell distribution width (RDW). Deze maat geeft de grootte variatie weer van de rode bloedcellen gedeeld door het mean corpuscular volume (MCV; een maat voor het gemiddelde volume van de rode bloedcel).
Een toegenomen RDW wordt gezien bij myelodysplastische syndromen.